# Laphystia texensis
Laphystia texensis là một loài ruồi trong họ Asilidae. Laphystia texensis được Curran miêu tả năm 1931. Loài này phân bố ở vùng Tân Bắc giới.